# Allocosa illegalis
Allocosa illegalis este o specie de păianjeni din genul Allocosa, familia Lycosidae. A fost descrisă pentru prima dată de Strand, 1906.
Este endemică în Etiopia. Conform Catalogue of Life specia Allocosa illegalis nu are subspecii cunoscute.